# Un poquito de rock & roll
Un poquito de rock & roll es el primer demo de la banda española de heavy metal Lujuria y fue publicado de forma independiente en formato de casete en 1991.
Lujuria distribuyó este demo por diversos medios especializados en el heavy metal y la agrupación comenzó a hacerse de un nombre en el ámbito roquero español.
Como dato curioso, el lado B de esta maqueta viene en blanco, para que el propietario de dicho casete pudiera grabar cualquier canción en él.

## Lista de canciones
Todas los temas fueron compuestos por Lujuria.

### Lado A
| Side one |                             |          |  |
| N.º      | Título                      | Duración |  |
| 1.       | «Un poquito de rock & roll» | 4:08     |  |
| 2.       | «Esa tribu»                 | 3:27     |  |
| 3.       | «Cómemelo»                  | 3:18     |  |
| 4.       | «Amor por dinero»           | 3:22     |  |

## Créditos
- Óscar Sancho — voz
- Julio Herranz — guitarra líder
- Jesús Sanz — guitarra rítmica
- Javier Gallardo — bajo
- César Frutos — batería